# دنيس بوند
دنيس بوند (بالإنجليزية: Dennis Bond)‏ (17 مارس 1947 في المملكة المتحدة - 3 مارس 2025) هو لاعب كرة قدم بريطاني في مركز الوسط. لعب مع تشارلتون أثلتيك وتوتنهام هوتسبير ونادي واتفورد.

## وصلات خارجية
- دنيس بوند على موقع قاعدة بيانات كرة القدم.إي يو (الإنجليزية)